# Église mère de Notre Dame de la Conception d'Antônio Dias

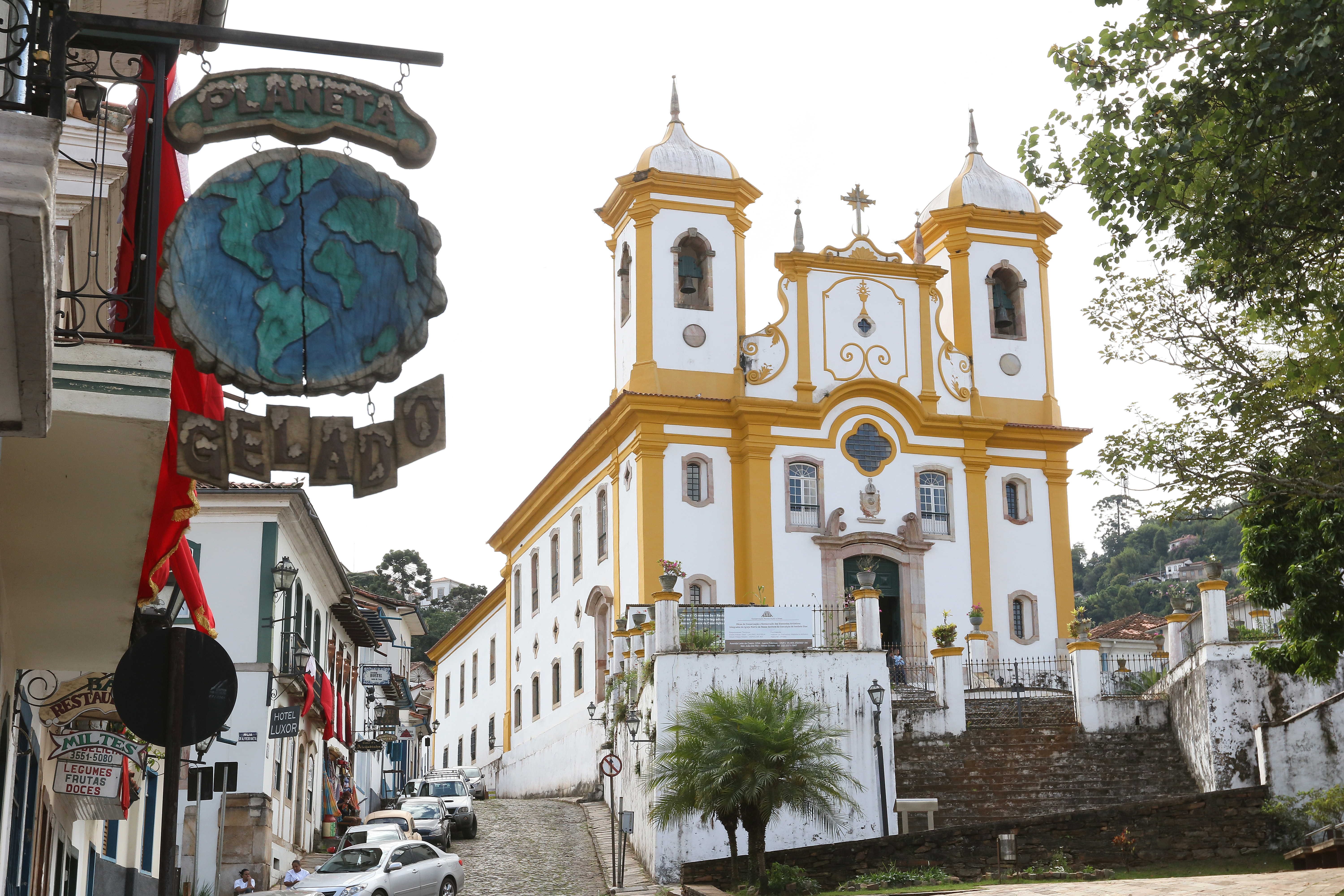
Sanctuaire de Nossa Senhora da Conceição

L'Église mère de Notre Dame de la Conception d'Antônio Dias est une église située dans la ville d'Ouro Preto, au Brésil, située entre deux places : Praça Barão de Queluz et Praça Antonio Dias. C'est un exemple expressif de l'art religieux de la période baroque. Dans cette église est enterré Antônio Francisco Lisboa, Aleijadinho.

## Histoire
L'église est d'abord apparue comme une chapelle érigée par le bandeirante Antônio Dias vers 1699 et dédiée à Conception. En 1705, il fait ériger l'église mère, plus grande.  En 1717, la Confrérie du Saint-Sacrement est créée. Il ne reste plus grand-chose de ce bâtiment, puisqu'en 1724 les confréries demandent à la mairie une assistance pour la construction d'un nouveau bâtiment, vu l'état de ruine de l'ancien.
À partir de 1727, un nouveau bâtiment est inauguré sous la responsabilité du remarquable maître d'œuvre Manuel Francisco Lisboa, le père de l'Aleijadinho. Les deux sont enterrés dans l'église. Le plan comporte deux rectangles pleins, typiques de la première moitié de la période. Tant la nef que le chœur ont des entrées latérales avec des tribunes à l'étage supérieur. José Coelho de Noronha procède aux réparations du retable de Notre Dame du Rosaire (1750) et réalise des augmentations dans le chœur.

## Sanctuaire
En 2005, à la demande du chanoine de la paroisse Luiz Carlos César Ferreira Carneiro, alors archevêque de Mariana, Dom Luciano Pedro Mendes de Almeida accorde le titre de sanctuaire archidiocésain à l'église à Ouro Preto.

### Musée d'Aleijadinho
Dans les espaces de l'Église, le Musée Aleijadinho est créé en 1968. Les points forts de la collection comprennent quatre bustes de: Santo Tomás de Aquino (dominicain), le vénérable John Duns Scot, Santo Antônio de Pádua et São Boaventura (franciscain), plus quatre lions d'Eça et l'image de São Francisco de Paula, toutes interprétées par Aleijadinho.